# Lena Treschow Torell
Lena Maria Treschow Torell, född Bergström den 27 augusti 1946 i Göteborg, är en svensk professor i fysik.

## Utbildning
Under 1960-talet började hon studera matematik men sadlade sedan om till teoretisk och experimentell fysik för att ta kandidatexamen. Treschow Torell avlade filosofie doktorsexamen i fysik vid Göteborgs universitet och blev därefter docent i fysik vid Chalmers Tekniska Högskola.
Treschow Torell var medutvecklare till ett avancerat laserlabb på Chalmers. Runt året 1975 gick hennes forskning mer och mer över till polymerer och plaster som kunde vara beståndsdelar i litiumbatterier. Vid denna tidpunkt var denna typ av forskning innovativ.

## Karriär
Treschow Torell var VD för Ingenjörsvetenskapsakademien (IVA) 2001–2008. Hon var deras första kvinnliga VD och blev därefter även ordförande i akademins styrelse. Nästan direkt efter detta blev hon kontaktad av Ericsson för en plats i deras styrelse vid sidan av sin man Michael Treschow, även här som den första kvinnan i styrelsen.
Hon har genom åren  varit styrelseledamot i flera bolag, förutom Ericsson bland annat i  ÅF, Gambro, Mycronic , Skf, Saab och Investor. 
Mellan 1998 och 2001 var hon programdirektör vid Europeiska kommissionens gemensamma forskningscentrum (Joint Research Center). Tidigare har hon varit professor vid Uppsala universitet och Chalmers tekniska högskola. På Chalmers var hon även vicerektor 1995–1998 och sedan 2014 -2019 ordförande för högskolestyrelsen.
I juni 2006 förlänades hon Konungens medalj i 12:e storleken i Serafimerordens band.  Hon tilldelades 2021 Mekanpriset av Teknikföretagen.

## Familj
Treschow Torell var syster till Gunilla Bergström, mor till Sofia Torell och gift sedan 2005 med Michael Treschow.